# Halcón Falcarto
Der Halcón Falcarto ist ein Sportwagen des deutschen Automobilherstellers Halcón Supersport. Der Name des Fahrzeugs leitet sich von den Falken (engl.: falcon) ab.

## Geschichte
Vorgestellt wurde der Falcarto im September 2015 im Rahmen der Internationalen Automobil-Ausstellung in Frankfurt am Main. Gebaut wird der Sportwagen in einer limitierten Auflage von 25 Fahrzeugen ab 2018 in Deutschland.

## Technik
Technisch basiert der Falcarto auf dem Nissan 370Z, die Karosserie besteht aber aus kohlenstofffaserverstärktem Kunststoff. Außerdem wird der 3,8-Liter-Ottomotor mit zwei Turboladern aufgeladen und der Hubraum um rund 0,1 Liter vergrößert. In der Basiskonfiguration leistet der Motor maximal 388 kW (528 PS), später sollen bis zu 515 kW (700 PS) starke Varianten erhältlich sein.

## Technische Daten
| Kenngrößen                                  | Halcón Falcarto              |
| Bauzeitraum                                 | ab 2018                      |
| Motorkenndaten                              |                              |
| Motortyp                                    | V6-Ottomotor                 |
| Motoraufladung                              | Biturbo                      |
| Verdichtungsverhältnis                      | 10,0 : 1                     |
| Hubraum                                     | 3799 cm³                     |
| max. Leistung                               | 388 kW (528 PS) bei 6350/min |
| max. Drehmoment                             | 645 Nm bei 4860/min          |
| Kraftübertragung                            |                              |
| Antrieb                                     | Hinterradantrieb             |
| Getriebe                                    | 6-Gang-Schaltgetriebe        |
| Messwerte                                   |                              |
| Höchstgeschwindigkeit                       | 300 km/h (abgeregelt)        |
| Beschleunigung, 0–100 km/h                  | 3,6 s                        |
| Beschleunigung, 0–200 km/h                  | 11,8 s                       |
| Kraftstoffverbrauch auf 100 km (kombiniert) | 12,5 l Super Plus            |
| Tankinhalt                                  | 72 l                         |